# Lontzen
Lontzen là một đô thị thuộc tỉnh Liège. Tại thời điểm ngày 1 tháng 1 năm 2006, Lontzen có tổng dân số 5.071 người. Tổng diện tích là 28,73 km² với mật độ dân số 177 người trên mỗi km².